# Склад троек
Склад троек (хранилище триплетов, или RDF-хранилище) — специальным образом устроенная база данных, в которой можно хранить и искать триплеты используя семантические запросы. Триплет — набор данных представленных моделью субъект-предикат-объект, такой как «Сергей отец Елены» или «береза является деревом».
Схожесть таких хранилищ с реляционными БД в том, что информация извлекается через язык запросов, но в отличие от них, такое хранилище оптимизировано для хранения именно триплетов. Помимо запросов обмен информацией может производиться через RDF или другой формат.
Добавление имен к триплетам делает их квадами или именованным графом.